# バウテル・カルモナ
バウテル・カルモナ（Walter Carmona　1957年6月21日- ）は、ブラジルのサンパウロ出身の柔道選手。階級は86kg級。身長183cm。

## 人物
1979年の世界選手権86kg級で3位となった。1980年のパンナム選手権では自身の階級である86kg級のみならず無差別でも優勝を飾った。しかし、1980年モスクワオリンピックでは5位に終わった。1984年ロサンゼルスオリンピックでは準決勝で地元アメリカのロバート・バーランドに大内刈で敗れるが銅メダルを獲得した。

## 主な戦績
- 1978年 - 世界学生　3位
- 1979年 - 世界選手権　3位
- 1980年 - パンナム選手権　86kg級　優勝　無差別　優勝
- 1980年 - モスクワオリンピック　5位
- 1981年 - 世界選手権　5位
- 1982年 - 世界学生　3位
- 1983年 - パンアメリカン競技大会　3位
- 1984年 - パンナム選手権　優勝
- 1984年 - ロサンゼルスオリンピック　3位
- 1988年 - オーストリア国際　3位